# Cotoneaster glomerulatus
Cotoneaster glomerulatus är en rosväxtart som beskrevs av William Wright Smith. Cotoneaster glomerulatus ingår i släktet oxbär, och familjen rosväxter. Inga underarter finns listade i Catalogue of Life.